# Marcelo de Bellis
Marcelo Adrián de Bellis (Villa Urquiza, Buenos Aires, Argentina, 18 de junio de 1968) es un actor, comediante, profesor, director de teatro y bailarín argentino. Es principalmente reconocido por haber interpretado a Dardo Fuseneco en la sitcom argentina Casados con Hijos.
También ha participado en programas como Videomatch y Bailando por un Sueño 2008 y en series como Consentidos, Viudas e Hijos del Rock and Roll, Son Amores, Simona, etc.

## Trayectoria
Se formó en el Conservatorio Nacional y se perfeccionó con los más importantes directores y profesores argentinos, como Agustín Alezzo y Norman Briski. Comenzó a enseñar teatro desde temprana edad. Actuó en teatro "under" y realizó participaciones en la TV de los '90, pero comenzó a formar parte de la programación fuerte en 1996, con variados personajes en Videomatch. 
Actuó en muchos éxitos de la pantalla chica, como la versión de su país de Casados con hijos, con Florencia Peña y Guillermo Francella, en donde interpretó a Dardo Américo Fuseneco con María Elena Fuseneco (Érica Rivas) quien interpretaba el papel de su esposa, lo que le valió una nominación a los premios Martín Fierro. Tuvo dos temporadas debido a la audiencia, y se repitió en diferentes horarios.

## Teatro
| Año         | Título                   | Personaje           | Director            |
| ----------- | ------------------------ | ------------------- | ------------------- |
| 2016 - 2018 | The Play That Goes Wrong | Mayordomo (Perkins) | Manuel González Gil |
| 2018        | Chorros                  |                     | Manuel González Gil |
| 2023        | Casados con Hijos        | Dardo Fuseneco      | Guillermo Francella |
| 2023        | Stéfano                  | Stéfano             | Osmar Núñez         |

## Cine
| Año  | Título                             | Personaje | Director              |
| ---- | ---------------------------------- | --------- | --------------------- |
| 2008 | Los superagentes, nueva generación | Eric      | Daniel De Felippo     |
| 2008 | Furtivo                            | Carlos    | Nicolás León Tannchen |

## Televisión
| Año       | Telenovela                                  | Personaje                                         | Canal      |
| --------- | ------------------------------------------- | ------------------------------------------------- | ---------- |
| 1996-2000 | Videomatch                                  | Humorista (varios personajes)                     | Telefe     |
| 1998      | Los Rodríguez                               |                                                   | Telefe     |
| 2001      | 22, el loco                                 | Sergio                                            | El Trece   |
| 2002      | Infieles                                    | Luis                                              | Telefe     |
| 2002-2003 | Son amores                                  | Garabito                                          | El Trece   |
| 2003      | Deportados                                  | Humorista                                         | TyC Sports |
| 2004      | Los pensionados                             | Rubén                                             | El Trece   |
| 2005-2006 | Casados con hijos                           | Dardo Américo Fuseneco                            | Telefe     |
| 2006      | Gladiadores de Pompeya                      | Raúl Baratto                                      | Canal 9    |
| 2007      | Algo habrán hecho por la historia argentina | Mcal. Francisco Solano López                      | Telefe     |
| 2007      | Los cuentos de Fontanarrosa                 | Kike                                              | TV Pública |
| 2008      | Por amor a vos                              | Juanca                                            | El Trece   |
| 2008      | Bailando por un sueño 2008                  | Participante (Él mismo)                           | El Trece   |
| 2009-2010 | Consentidos                                 | Guillermo Guzmán                                  | El Trece   |
| 2011      | Todas a mí                                  | Nicolás Bartoletti                                | América TV |
| 2012      | Lobo                                        | Jorge Valencia                                    | El Trece   |
| 2013      | Solamente vos                               | Miguel                                            | El Trece   |
| 2014      | Viudas e hijos del rock and roll            | Óscar                                             | Telefe     |
| 2016      | Susana Giménez'                             | Antiguo Egipto: Participación especial en sketch. | Telefe     |
| 2017-2018 | Golpe al corazón                            | Willy                                             | Telefe     |
| 2018      | Simona                                      | Gustavo Cortés                                    | El Trece   |
| 2018-2019 | Mi hermano es un clon                       | Facundo Mendoza                                   | El Trece   |
| 2021      | Abejas, el arte del engaño                  | Germán Barrientos                                 | Flow       |
| 2022      | Freeks                                      | Ricardo                                           | Disney+    |

## Premios

### Nominaciones
- Nominado a Martín Fierro 2008: Actor de reparto en comedia